# Route nationale 513
Pour les articles homonymes, voir Route 513.

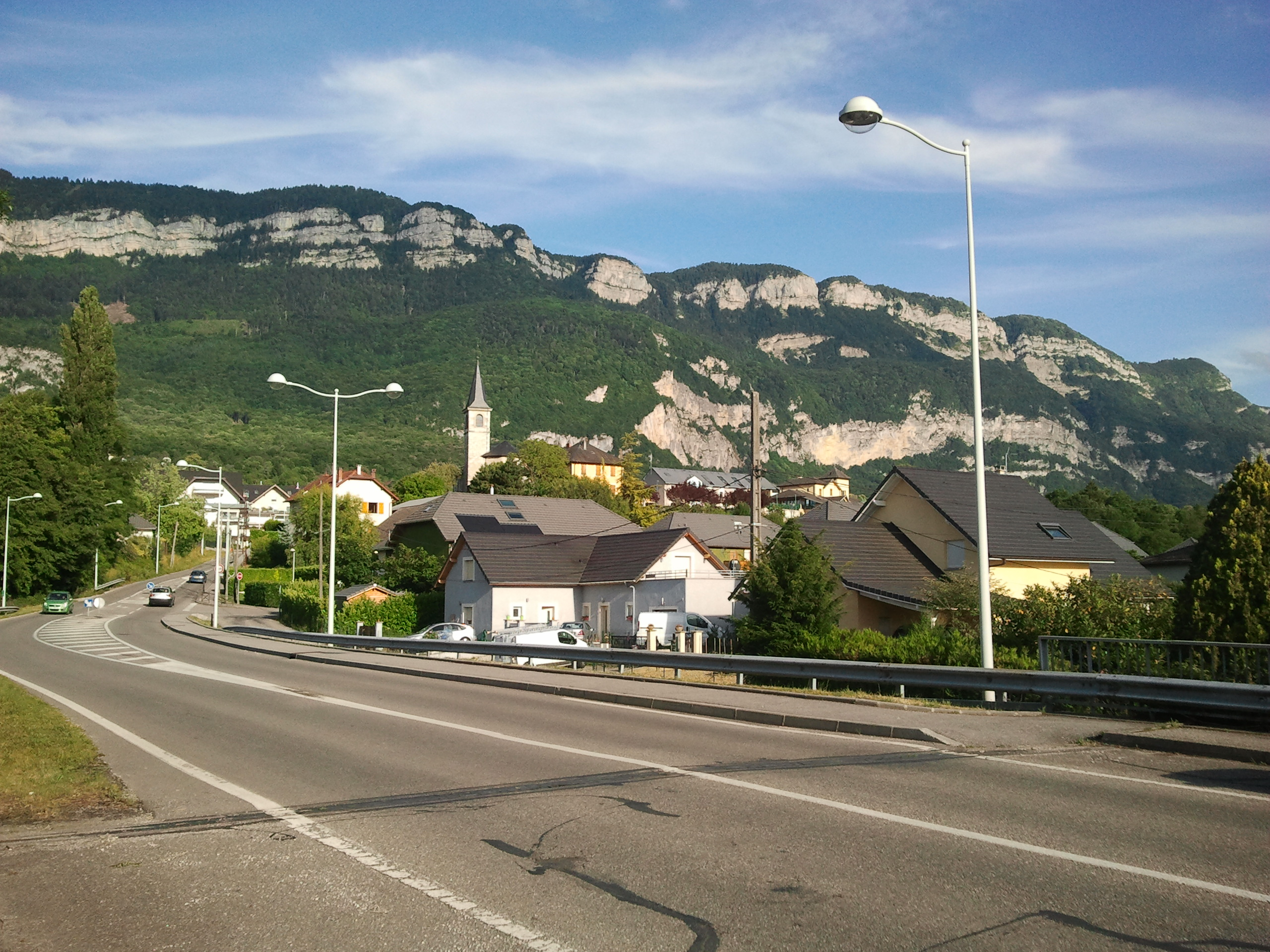
La RD 913, sur Mouxy. Elle traverse l'autoroute A41.

La route nationale 513 ou RN 513 est une ancienne route nationale française reliant Aix-les-Bains à Plainpalais sur la commune des Déserts (intersection avec la RD 912 au col de Plainpalais, à 1 173 m), dans le département de la Savoie en région Rhône-Alpes. À la suite de la réforme de 1972, elle a été déclassée en RD 913.

La route, longue de 28 km, part d'Aix-les-Bains à 250 m d'altitude, pour arriver sur la commune des Déserts à environ 1 300 m. Elle est fréquemment empruntée, surtout l'hiver, pour joindre le domaine skiable de Savoie Grand Revard dans le massif des Bauges. 

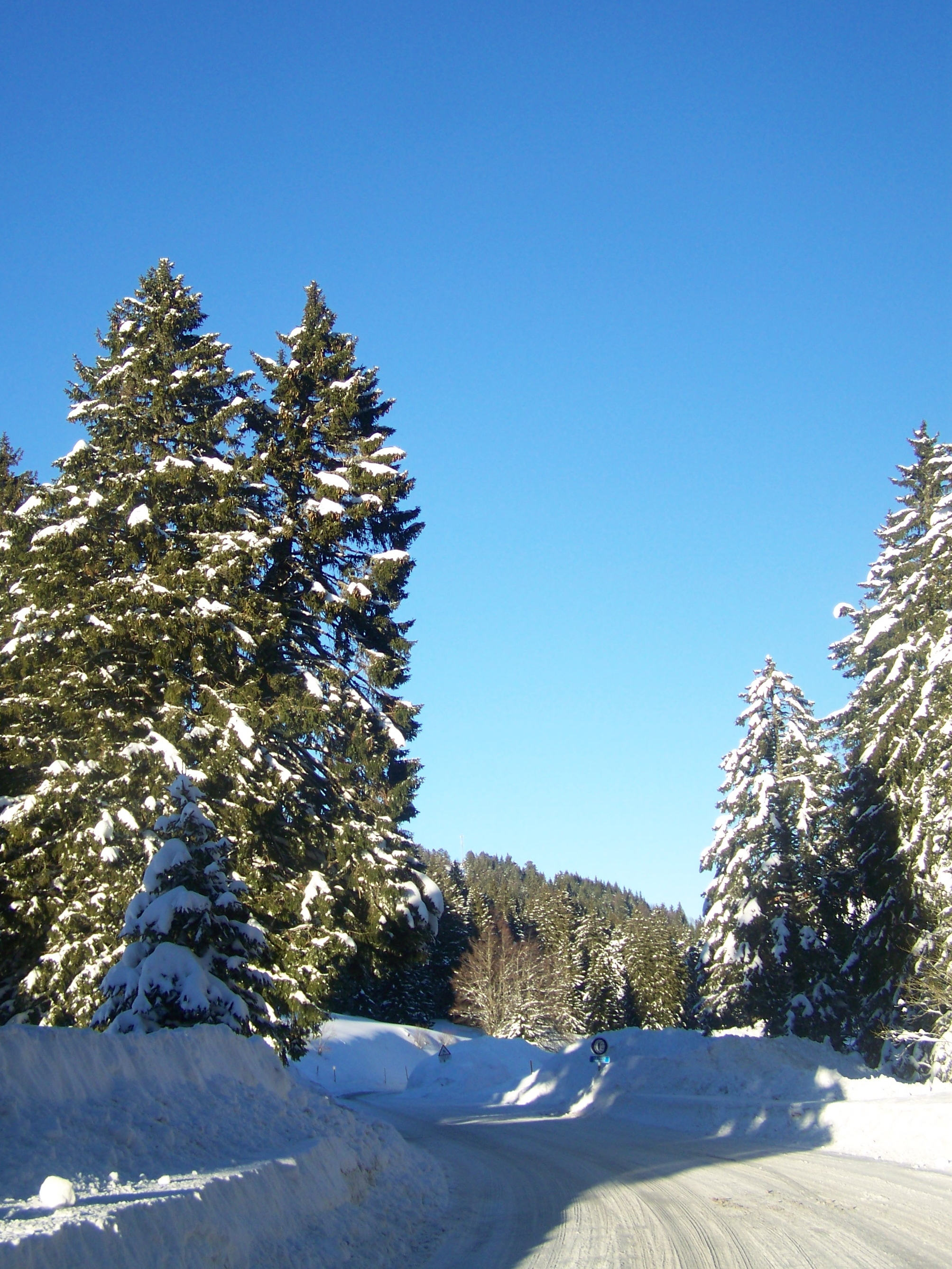
La RD 913 entamant la descente du mont Revard vers Aix-les-Bains.

La D 913 A, longue de moins de 2 km, quitte la D 913 à proximité du mont Revard et rejoint la station et le belvédère du Le Revard (1 537 m).
La RN 513 fut également la classification numérotée d'une antenne du périphérique de Caen, reliant la RD 513 à hauteur du site de la SMN à la RD 562 à Fleury-sur-Orne. La portion Ouest de cette antenne fait désormais partie intégrante du périphérique et a été renuméroté RN 813, la partie orientale est désormais la RD 403.

## Ancien tracé d'Aix-les-Bains à Plainpalais (D 913)

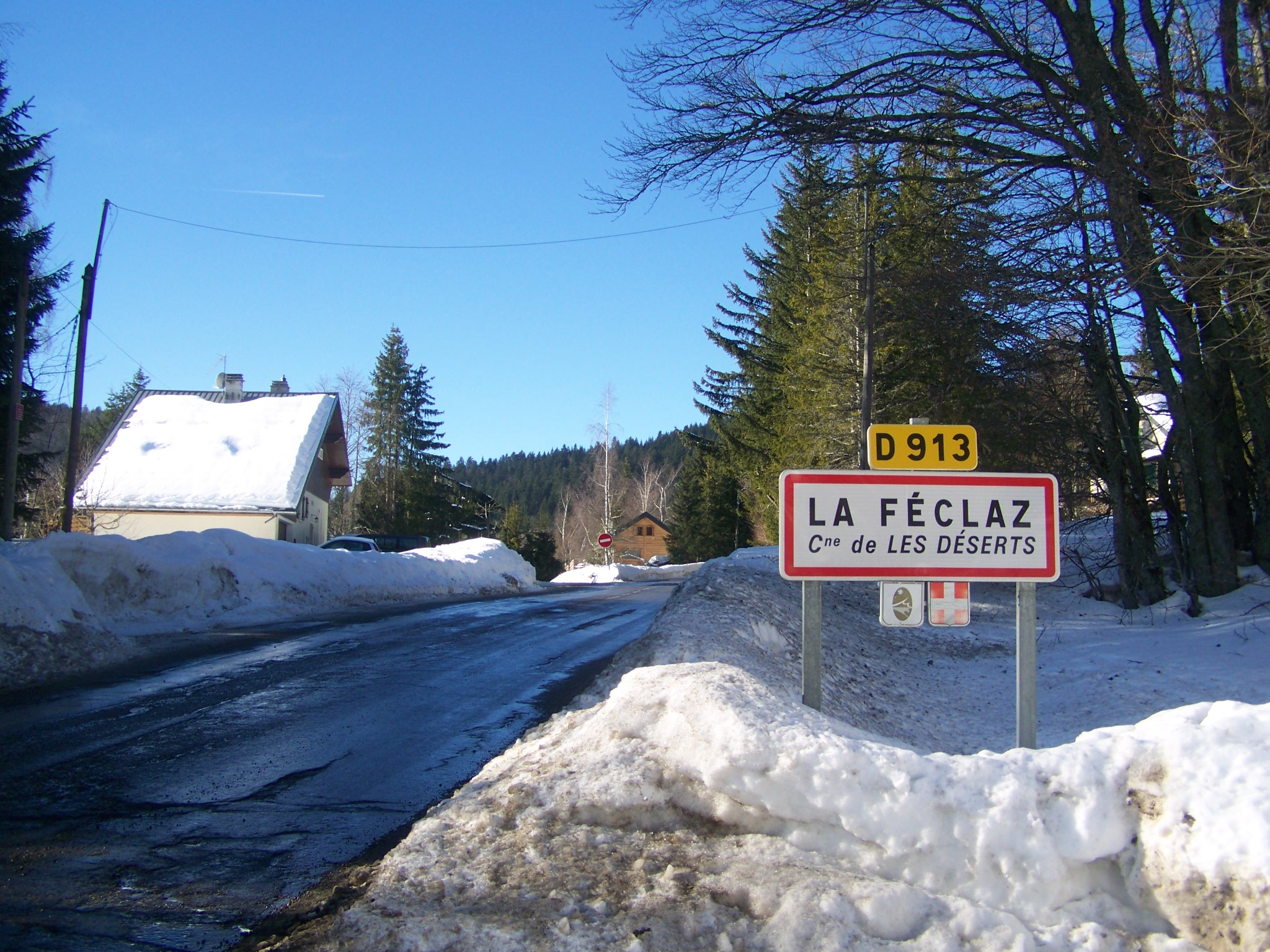
Entrée à la Féclaz par la RD 913.

- Aix-les-Bains
- Mouxy
- Trévignin
- Pugny-Chatenod
- Col de la Cluse
- Le Revard (D 913 A)
- La Féclaz (Les Déserts)
- Plainpalais (Les Déserts)